# Commission africaine des droits de l'homme et des peuples
La Commission africaine des droits de l’homme et des peuples, aussi connue sous l’acronyme CADHP, est une commission qui a été créée le 2 novembre 1987 à Addis-Abeba, en Éthiopie. Cette commission dispose aussi d'un secrétariat situé à Banjul, en Gambie.

## Histoire
La commission africaine des droits de l'homme et des peuples est une commission qui œuvre pour la protection des droits des peuples d’Afrique. Cette commission a été mise en place dans le but de veiller sur les droits des peuples africains. Les principaux objectifs de la Commission des droits de l’homme et des peuples sont « de veiller à la protection des droits de l’homme et des peuples, de promouvoir les droits de l’homme et des peuples et d’assurer que l’interprétation de la Charte Africaine des droits de l’homme et des peuples est maintenue ».
Cette commission a pour principal mandat de veiller à la protection des droits de l’homme et des peuples sur l’entièreté du continent africain. La commission joue alors le rôle de garant des droits de l’homme en Afrique. La Commission des droits de l’homme et des peuples n’est pas une commission qui est relativement autonome.  Au niveau de son financement, la Commission Africaine des droits de l’homme et des peuples repose majoritairement sur les États membres présents de cette commission, pour collecter du financement.
C’est principalement grâce à l’aide de ses membres par des contributions volontaires que la Commission peut ainsi mettre en place des  projets et des activités. De plus, la commission des droits de l’homme et des peuples n’est pas non plus une commission qui est indépendante au niveau de son pouvoir. Le pouvoir de la Commission repose entièrement sur la Cour Africaine des droits de l’homme et des peuples et de  la charte africaine des droits de l’homme et du peuple. La commission a absolument besoin de ces deux organes pour appliquer le pouvoir de l’institution sur le continent africain. La Commission Africaine des droits de l'homme et des peuples  est très dépendante de ces deux organes juridiques pour pouvoir appliquer sa légitimité.
En effet, la Cour Africaine des droits de l’homme et des peuples qui permet à la Commission des droits de l’homme et des peuples de pouvoir juger de tous les manquements faits à l’encontre des droits des Africains.  Il y a aussi la Charte Africaine des droits de l’homme et du peuple qui permet aussi de pouvoir appliquer et sanctionner en cas de non-respect des droits des peuples africains.

### Structure
Avec ces deux organes, la Commission des droits de l’homme et des peuples a du pouvoir, sans eux, elle ne détient aucun pouvoir. La Commission Africaine des droits de l’homme et des peuples est une commission qui regroupe 11 membres à son siège . Parmi les 11 membres élus à la Commission, il y a sept membres qui sont élus et cette élection se fait par le biais d’un scrutin secret dans lequel les États faisant partie de la Charte votent, cela se déroule durant une conférence de la commission. Les votes des États membres de la Commission sont déterminés par le critère que tous les pays soient représentés également dans la Commission des droits de l’homme et du peuple.  Aussi, les membres élus à la Commission restent membres de la Commission pendant un mandat de six ans et qui peut être renouvelé une fois le mandat terminé . Tous les membres  présents dans de la Commission sont membres de cette Commission par choix personnel . La Commission des droits de l’homme et des peuples est divisée en deux organes distincts. 

### Bureau
D’un côté nous avons le Bureau des Commissions qui est déterminé par les membres de la Commission . Ce sont eux qui choisissent qui  sont le président et le vice-président qui seront au Bureau de la Commission. Le président et la vice-présidente du Bureau de la Commission sont élus pour seulement deux ans et ils peuvent renouveler leur mandat juste une fois. 
Le rôle du Bureau de la Commission est de gérer la Coordination  des activités en lien avec la Commission des droits de l’homme et des peuples et aussi de gérer tout le travail fait par le Secrétariat de la Commission. Aussi, le Bureau de la Commission a aussi une autre responsabilité, celle de prendre toutes les décisions finales quand il y a une urgence. 

### Secrétariat
Le deuxième organe de la Commission des droits de l’homme et des peuples est le Secrétariat. Le Secrétariat de la Commission se compose de un président et d’un secrétaire en plus du personnel de soutien. Le Secrétariat a pour rôle de  veiller au  soutien de la Commission. Pour devenir membre dans la commission des droits de l’homme et des peuples, un pays doit être éligible à deux critères. Le premier critère est qu’un pays doit d’abord faire partie de la Charte Africaine des droits de l’homme et des peuples. Pour cela,  il faut que le pays en questions ait d'abord signé la Charte Africaine. Ensuite, le deuxième critère pour pouvoir devenir membre est que le pays ait signé la  Charte des droits de l’homme et des peuples. Ce pays  peut alors adhérer à la Charte. De plus, un pays doit être en accord avec l'article 31 et tout ce que cet article comporte.

## L'article 31
Dans la Charte Africaine des droits de l’homme et des peuples, l’article 31 prévoit que : « La Commission  se compose de onze membres  qui doivent être choisis parmi les personnalités  africaines jouissant de la plus considération, connues pour leur haute moralité, leur intégrité et leur impartialité et une possédant une compétence en matière de droits de l’homme et des peuples, un intérêt particulier devant être donné à la participation  de personne ayant de l’expérience  en matière de droit. Et que les membres de la Commission siègent à titre personnel. » Cet article explique les modalités qu’un pays doit respecter s’il veut adhérer et pouvoir postuler comme membre dans la Commission.  Donc, la Commission des droits de l’homme et des peuples utilise la Charte Africaine des droits de l’homme et des peuples comme son l’outil de référence pour appliquer les lois de la Commission.

## Pays membres de la Commission
En 2017, les pays qui étaient membres de la Commission des droits de l’homme et des peuples sont le Mali, Maurice, le Rwanda, le Cameroun, l’Algérie, le Kenya, la Sierra Leone, l'Éthiopie, la Tunisie, la République démocratique du Congo, et l'Angola.

## Cour africaine des droits de l'homme et des peuples
La Cour Africaine des droits de l’homme et des Peuples est une cour régionale et un organe important qui est lié à la commission Africaine des droits de l’homme et des peuples. Elle a été créée pour assurer la protection des droits des pays Africains qui sont protégés. Cette cour permet principalement de renforcer les fonctions de la commission des droits de l’homme et des peuples. La création de la Cour vient de l’Article 1 du protocole de la Charte Africaine des droits de l’homme et des peuples qui stipule qu’une cour fut créée par l’Organisation de l’Unité Africaine (OUA).  Les compétences de la cour sont qu’elle a le devoir principal de s’occuper de toutes  affaires ou de tous les différends qui vont à l’encontre de la charte des droits de l’homme et des peuples. Cette cour sert principalement à protéger les droits et à appliquer des mesures législatives qui seraient à l’encontre de ces droits. La Cour Africaine des droits de l’homme et des peuples entretient des actions semblables avec la Charte Africaine pour mieux protéger les droits africains.

## La Charte africaine des droits de l'homme et des peuples
La Charte africaine des droits de l’homme et des peuples est liée à la Commission des droits de l’homme et des peuples. Elle a pour   objectif similaire à la commission de garantir ainsi à la protection des droits de l’homme en Afrique . Cette charte  a été créé en 1981 à Nairobi  et est entrée en vigueur que depuis le 28 octobre 1986 . Cette charte est un instrument juridique qui est utilisé par la Commission des droits de l’homme et peuples afin de maintenir la protection des droits en Afrique. À ce jour, 53 États des 54 États membres dans l’Union Africaine (UA) ont signé cette charte africaine des droits de l’homme et des peuples . La charte africaine est régie par un acte constitutif dans lequel il est expliqué que toute l’autorité est sous le contrôle complet de l’Union Africaine (UA). Depuis 2003, on retrouve deux protocoles dans la  charte des droits de l’homme  et des peuples. Le premier traite de la création de la Cour Africaine des droits de l’homme et des peuples. Cette clause dans le protocole fut adoptée en juin 1998 . Le deuxième protocole est un protocole qui concerne les droits de la femme en Afrique . Ce protocole est émis pour   veiller à garantir l’égalité et la non-discrimination des droits de la femme en Afrique. Dans ce protocole y sont attachés des articles de lois qui protègent les droits de la femme à l’international. La Charte des droits de l’homme et de la femme est un document  conventionnel qui a été créé à Lagos, au Nigeria en 1961 pendant le premier congrès des juristes Africains. Elle fut écrite et adoptée par l’Organisation de l’Unité Africaine (OUA).
La Charte des droits de l’homme et des peuples a été signée et ratifiée par seulement 10 pays de l’Afrique, soit l’Afrique du Sud, le Burkina Faso, l’Éthiopie, le Ghana, la Guinée, Lesotho, la Mauritanie, le Rwanda, la Sierra Leone et le Zimbabwe . Ce sont seulement ces 10 pays qui sont membres de la Charte des droits de l’homme et du peuple.

## L'Organisation  de l'Unité  Africaine (OUA) et l'Union Africaine (UA)
L’Organisation de l’Unité Africaine est aussi connue sur l’appellation « OUA ». C’est une organisation politique qui a été créée le 25 mai 1963 à Addis Abeba en Éthiopie. Cette organisation était principalement composée de 30 chefs  d’État et de gouvernements africains.  L’Organisation Africaine avait pour mandat de fonder une cohésion politique ainsi qu’économique sur le continent africain pour permettre l’entente mutuelle entre les pays africains afin d’ouvrir les échanges entre eux. L’Organisation de l’Unité Africaine (OUA) a connu une dissolution le 9 juillet 2002 à Durban, pour des raisons de réformes afin de  mieux permettre à l’intégration de l’Afrique. À partir de cette date, l’Organisation de l’Unité Africaine n’existe plus, laissant place à la Création à l’Union Africaine en 2002 .  L’Union Africaine poursuit exactement le même objectif que l’Organisation de l’Union Africaine soit  de permettre une unité politique et économique en Afrique .  